# Elżbieta Jarosławówna
Elżbieta Jarosławówna (zm. po 25 września 1066) – księżniczka kijowska, córka Jarosława I Mądrego i Ingegerdy szwedzkiej.

## Życiorys
Około 1044 poślubiła króla norweskiego, Haralda III Surowego. Z małżeństwa Elżbiety i Haralda pochodziło dwoje dzieci:
- Maria – narzeczona Eystiena Orre, brata nałożnicy swego ojca, Thory,
- Ingegerda – żona króla duńskiego Olafa I i króla szwedzkiego Filipa.